# 伊万娜·斯特伦加鲁
伊万娜·斯特伦加鲁（羅馬尼亞語：Ioana Strungaru，1989年1月4日—），旧姓克勒琼（Crăciun），罗马尼亚女子赛艇运动员。她曾代表罗马尼亚参加2016年夏季奥林匹克运动会赛艇比赛，获得女子八人单桨有舵手铜牌。